# Ругіле Мілейшите
Ругіле Мілейшите (11 травня 1988) — литовська плавчиня.
Учасниця Олімпійських Ігор 2008 року.